# Tituly a vyznamenání Alexandra I. Karađorđeviće

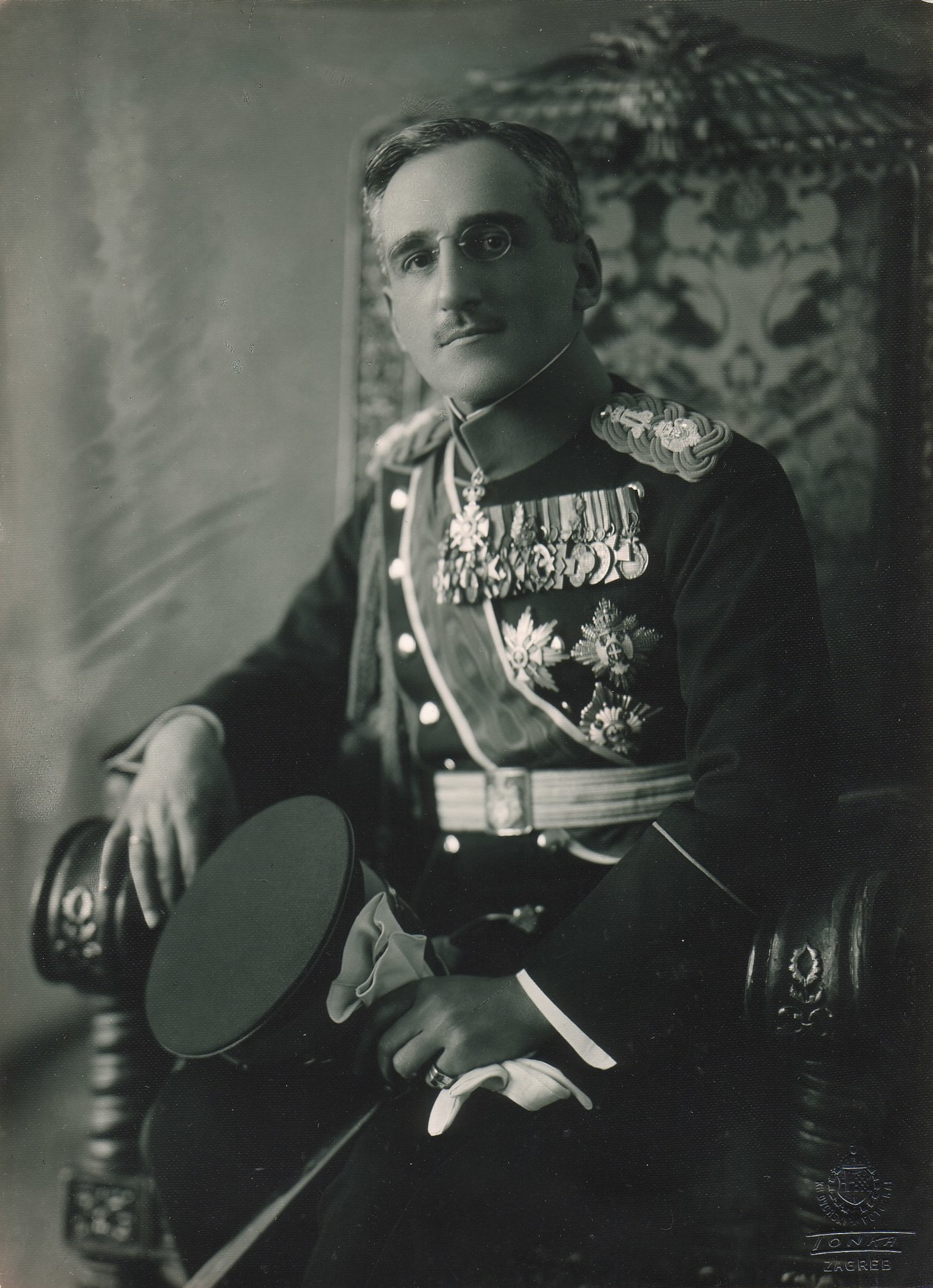
Alexandr I. Karađorđević ve vojenské uniformě zdobené řadou vyznamenání

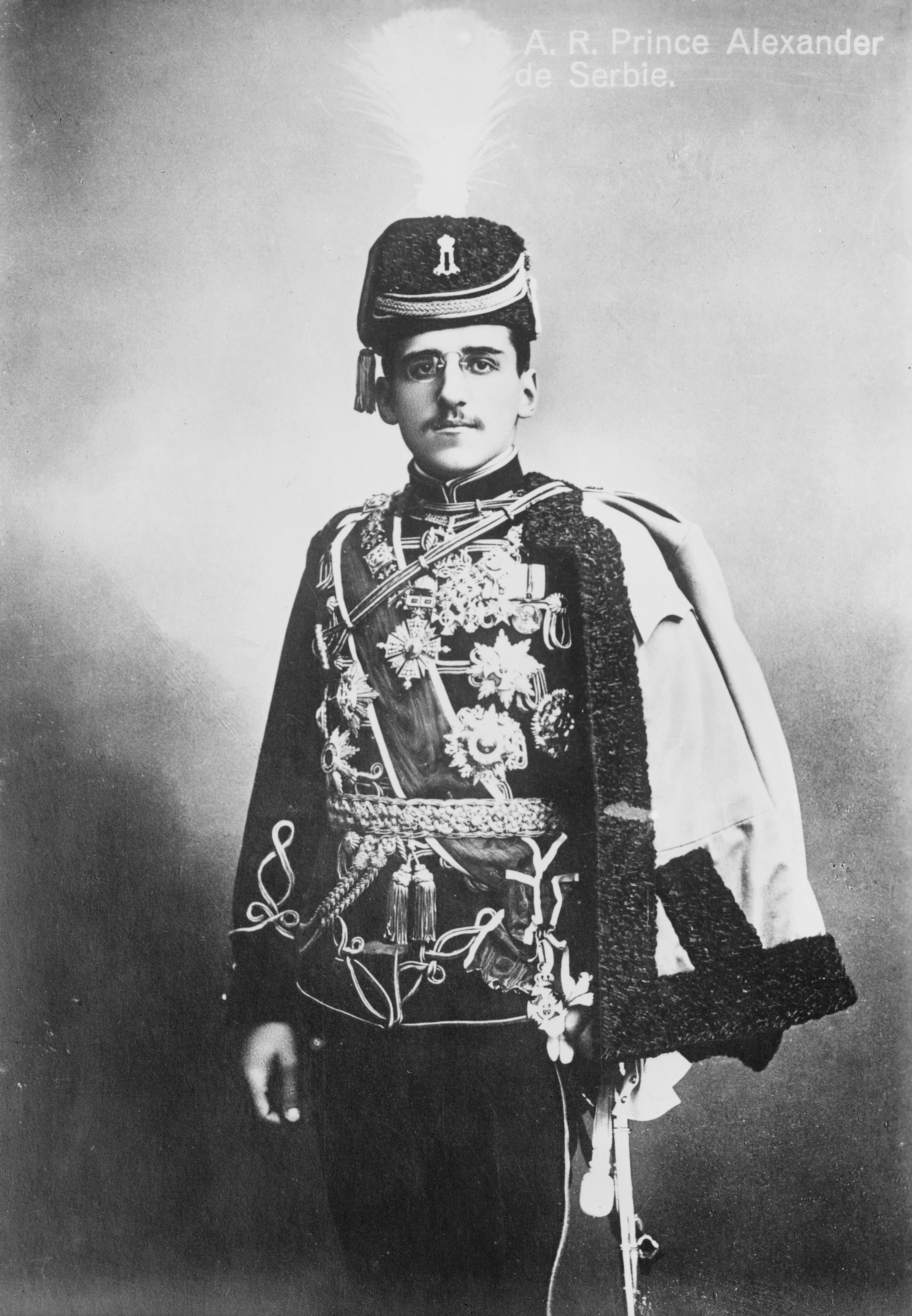
Alexandr I. Karađorđević v uniformě s řády a medailemi včetně řetězu Řádu svatého knížete Lazara

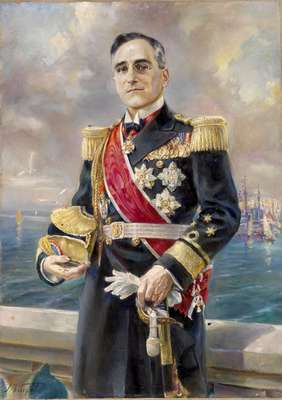
Portrét Alexandra I. Karađorđeviće v admirálské uniformě s řadou vyznamenání

Alexandr I. Karađorđević, od roku 1921 král Srbů, Chorvatů a Slovinců a od roku 1929 jugoslávský král, obdržel během svého života jak před nástupem na trůn tak během své vlády řadu národních i zahraničních titulů a vyznamenání. Během své vlády byl také hlavou srbských a poté jugoslávských státních vyznamenání.

## Tituly
- 15. prosince 1888 – 15. června 1903: princ Alexandr Karađorđević
- 15. června 1903 – 27. března 1909: Jeho královský Výsost princ Alexandr Srbský
- 27. března 1909 – 1. prosince 1918: Jeho královská Výsost korunní princ srbský
- 1. prosince 1918 – 16. srpna 1921: Jeho královská Výsost korunní princ Srbů, Chorvatů a Slovinců
- 16. srpna 1921 – 6. ledna 1929: Jeho Veličenstvo král Srbů, Chorvatů a Slovinců
- 6. ledna 1929 – 9. října 1934: Jeho Veličenstvo jugoslávský král

## Vyznamenání

Královský monogram Alexandra I. Karađorđeviće

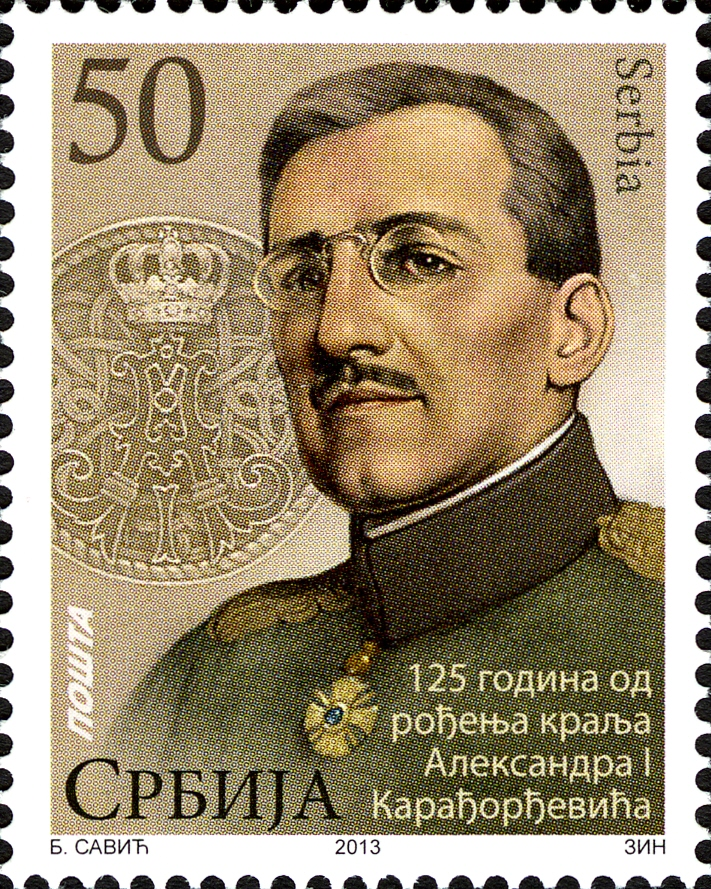
Alexandr I. Karađorđević na poštovní známce

### Národní vyznamenání

#### Velmistr řádů
- Řád hvězdy Karadjordjevićů
- Řád bílého orla
- Řád bílého orla s meči
- Řád jugoslávské koruny
- Řád hvězdy Karadjordjevićů s meči
- Řád svatého Sávy

#### Osobní vyznamenání
- Řád svatého knížete Lazara
- rytíř velkokříže Řádu hvězdy Karadjordjevićů
- rytíř velkokříže Řádu hvězdy Karadjordjevićů s meči
- Zlatá medaile za statečnost 1912
- Zlatá medaile za statečnost 1913
- Pamětní medaile na první Balkánskou válku – 1912
- Pamětní medaile na druhou Balkánskou válku – 1913
- Pamětní medaile nástupu Petra I. na srbský trůn – 15. června 1903
- Pamětní medaile za albánské tažení

### Zahraniční vyznamenání
- Belgie
  -  velkostuha Řádu Leopolda
  -  Válečný kříž 1914–1918
- Bulharsko
  -  rytíř Královského řádu svatých Cyrila a Metoděje
  -  řetěz Řádu svatého Alexandra s meči
- Černohorské království
  -  rytíř Řádu svatého Petra z Cetinje
  -  rytíř velkokříže Řádu knížete Danila I.
- Československo
  -  Řád Bílého lva I. třídy s řetězem – 11. srpna 1923, řetěz propůjčen 10. prosince 1925[1]
  -  Československý válečný kříž 1914–1918
- Dánsko
  -  rytíř Řádu slona – 26. března 1930
- Francie
  -  velkokříž Řádu čestné legie
  -  Médaille militaire
  -  Croix de guerre 1914–1918
- Italské království
  -  rytíř Řádu zvěstování – 1911
  -  rytíř velkokříže Řádu svatých Mořice a Lazara – 1911
  -  rytíř velkokříže Řádu italské koruny – 1911
  -  rytíř velkokříže Savojského vojenského řádu – 1911
- Meklenbursko
  -  velkokříž Domácího řádu vendické koruny
- Polsko
  -  rytíř Řádu bílé orlice – 1921[2]
  -  velkokříž Řádu znovuzrozeného Polska
- Portugalsko
  -  velkokříž Řádu Kristova
- Rumunsko
  -  Řád Michala Chrabrého I. třídy
  -  velkokříž s řetězem Řádu Karla I.
- Ruské impérium
  -  rytíř Řádu svatého Ondřeje
  -  rytíř Řádu svatého Alexandra Něvského
  -  rytíř Řádu bílého orla
  -  Řád svatého Jiří III. třídy
  -  Řád svatého Jiří IV. třídy
  -  Řád svaté Anny I. třídy
  -  Řád svatého Stanislava I. třídy
- Řecko
  -  velkokříž Řádu Spasitele
  -  Válečný kříž 1914–1918
- Siam
  -  rytíř velkokříže Řádu bílého slona
- Spojené království
  -  čestný rytíř velkokříže Řádu lázně[3]
  -  čestný rytíř velkokříže Královského Viktoriina řádu – 22. června 1911[3]
  -  Korunovační medaile Jiřího V. – 1911